# Попов (Обливский район)
Попов — хутор в Обливском районе Ростовской области.
Входит в состав Обливского сельского поселения.

## География
На хуторе имеется одна улица — Тополевая.

## Население
| 2010 |
| ---- |
| 1    |